# Dalsetter

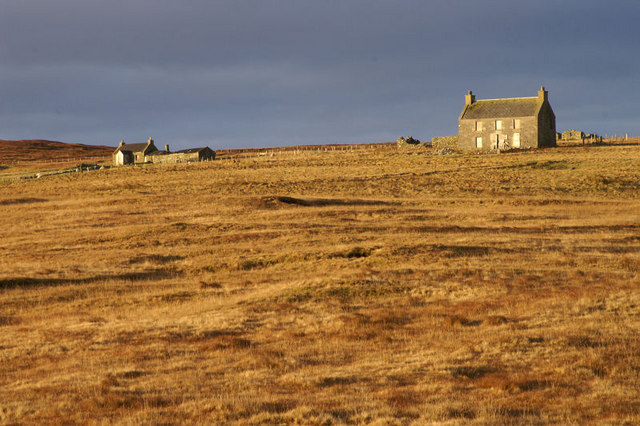
Häuser in Dalsetter

Dalsetter ist eine Ortschaft, die im Norden der zu Schottland zählenden Shetlands liegt.

## Geographie
Dalsetter ist eine kleine, lose strukturierte Siedlung, die am nordwestlichen Ende der Meeresbucht Basta Voe im Osten der Insel Yell liegt. Hier mündet der Fluss Burn of Gossawater in die Bucht. Überragt wird der Ort im Südwesten vom 96 Meter hohen Hill of Dalsetter. Ortschaften in der Nähe sind Colvister im Süden und Sellafirth im Südosten.

## Historisches
Im Rahmen der historischen Gliederung Schottlands in Civil Parishes zählt Dalsetter zu Yell. Im Ort ist das Haus Dalsetter Haa 1998 als Listed Building der Kategorie C eingestuft worden.

## Verkehr
Die, am Rande des Ortes verlaufende A968 verbindet Ulsta im Südwesten mit Gutcher im Nordosten der Insel.